# Canto polifónico de los Pirineos
El canto polifónico pirenaico, o Cantèra en el idioma occitano de Gascuña, en el suroeste de Francia, es la práctica plurivocal resultante de una construcción musical basada en un cantus firmus al que se aplican patrones consonánticos implícitos pero bien definidos.
La Cantèra figura en el Inventario del Patrimonio Cultural Inmaterial de Francia. En los Pirineos de Gascuña —como en el País Vasco— el canto polifónico se practica generalmente en espacios de expresión públicos o privados. La cantèra se basa en un pensamiento melódico-lineal. Producida en numerus apertus, procede por tanto de una construcción humana que interactúa con parámetros contextuales y fisiológicos.
En los Pirineos de Gascuña, la polifonía se impone a todo el mundo, desde las misas dominicales hasta las fiestas patronales. Sin embargo, la cantèra ha permanecido ignorada durante mucho tiempo por la investigación etnomusicológica y cualquier acción cultural francesa.
El repertorio pirenaico es el uno de los plus ricos de Francia ; el canto polyphonique pirenaico se inscribe en la gran tradición de los cantos polyphoniques del Sur de Europa, de Portugal en Córcega.  
La fama de ciertos grupos, como Nadau, o los vascos de Oldarra, ha sobrepasado con creces las fronteras.

## Historia
La expresión plurivocal, transmitida oralmente, existe en varias regiones del mundo.
El canto polifónico pirenaico o cantèra de Gascuña del Sur es una expresión de convivialidad, "el canto de las tabernas", que atrae a "altos y bajos" designa una práctica vocal con varias voces distintas fuera de cualquier aprendizaje musical aprendido.
Este conocimiento de la tradición oral es general en los Pirineos y en el Piamonte vasco y gascón (Bearne y Bigorra) con el río Adur como límite norte. Si existe el canto solista, la polifonía lo cubre tan pronto como haya al menos dos cantantes. Muy popular, su existencia está atestiguada desde tiempos inmemoriales, los testimonios escritos más antiguos ya señalan su existencia a finales del siglo XVIII.
La cantèra es, en efecto, una práctica eminentemente social en el seno de la comunidad, con la familia, los amigos o los conocidos en las fiestas, las comidas o incluso en la iglesia. Cantar es asunto de todos: hombres y mujeres por igual.
Hoy en día, el reflejo polifónico está todavía bien establecido. Es la representación musical de los valores de la sociedad pirenaica tradicional, que hasta hace poco se orientaba esencialmente a la ganadería y por tanto a la gestión de las tierras comunales, favoreciendo los comportamientos colectivos más que los individuales.
Sin embargo, el renacimiento gascón con festivales como Hestiv'Òc, que representan otras tantas oportunidades para resaltar la cantèra y transmitirla a las generaciones futuras.

## Descripción
Como el término chanterie es muy peyorativo en francés, la palabra gascón cantèra debería usarse para definir este "momento de convivencia durante el cual los cantantes voluntarios se reúnen para cantar canciones polifónicas".
La Cantèra de los Pirineos Gascones y Vascos, permanece fuertemente establecida en Bearne y Bigorra, donde la práctica plurivocal está muy extendida. Las canciones están más a menudo en occitano/gascón, pero también hay algunas en francés, y provienen de un repertorio tradicional que tiene varios siglos de antigüedad.
La polifonía pirenaica utiliza varias voces diferentes, normalmente 2 o 3.
Las cantèras suelen ser espontáneas pero también están organizadas por asociaciones, con el fin de perpetuar una práctica ancestral.
Construida a partir de una poesía cantada preexistente llamada en occitano aire (aire), cant (canción) o normala (Diu d'aqueras montanhetas) (voz "normal"), la polifonía consiste en una o dos voces de esta canción. (Diu d'aqueras montanhetas)
Estas voces son improvisadas, una en los agudos - el hauta (alto) - la otra en los bajos - el baisha (bajo) o contrabajo (contrabajo) formando, cualquiera que sea el número de cantantes, dos o tres voces distintas.
Las técnicas utilizadas son sencillas: voces paralelas (anesquette de Charming) y drones (en particular un dron de bajo nivel en Bas-Adour Gascon) que pueden combinarse. Sin embargo, la audición de dos o tres voces depende del contexto de la actuación: la presencia de cantantes con las capacidades vocales necesarias, capaces de improvisar altos y bajos, sus afinidades, la hora del día, etc. La técnica utilizada es sencilla: voces paralelas (anestésico encantador) y zánganos (en particular un zángano bajo en la Gascuña de bajo olor) que pueden combinarse.

## Transmisión y valorización
Esta práctica plurivocal es general en los espacios de expresión públicos o privados.
El concepto de comunidad es un factor esencial que debe considerarse para la transmisión y supervivencia de esta práctica. En efecto, es en ambientes como la familia, la iglesia, la plaza del pueblo y los restaurantes donde esta práctica ha sobrevivido.
Ya sea en un lugar público o privado, todos pueden participar, viejos y jóvenes por igual. Tampoco hay restricciones de género: pueden participar hombres y mujeres.
Esto puede explicarse por el hecho de que la transmisión es por "imitación": el neófito tiene que aprender observando y escuchando tanto las posturas como la conducta vocal, combinando la memorización de textos y melodías para poder vivir plenamente esta experiencia de cantèra.
Hoy en día, las herramientas modernas permiten llevar un registro de esta práctica. Pero es realmente a través de la confrontación con los practicantes, tanto contemporáneos como antiguos, que este conocimiento se ha podido mantener. Los espacios de entrenamiento tienden a desarrollarse donde el entrenador se convierte en un canal de transmisión oral pero también en un elemento clave para la mediación escrita.
Esta práctica polifónica colectiva está ahora incluida en el Inventario del Patrimonio Cultural Inmaterial de Francia, desde 2009.

## Festivales
- Hestiv'Òc: Festival que se desarrolla cada año en Pau, y pone en luz la cultura occitana, « la cultura nosta » en béarnais.
- Tarba en Canta :  A Tarbes tiene lugar todos los años desde 2010, al mes de junio, el festival de polyphonies "Tarba en canta" que reúne cada año varios millares de personas en un ambiente conviviale.[6]
- el Hesteyade de Ibos (Bigorre)
- Festival de Siros (Béarn)